# Plusminus
Plusminus komt van het Latijn en betekent in het Nederlands dagelijks spraakgebruik min of meer of ongeveer.
Het plusminusteken is ±. 
In de wetenschap, met name in de wiskunde en bij metingen, wordt het teken ook gebruikt en wordt dan uitgesproken als plus of min. 
Het plusminusteken wordt in de wetenschap niet gebruikt om ongeveer aan te geven, hier wordt het benaderingsteken {\displaystyle \sim } of {\displaystyle \approx } voor gebruikt.

## Wiskunde
Het plus-of-minteken wordt in de wiskunde gebruikt als handige afkorting wanneer zowel plus als min mogelijk is. In feite is een vergelijking waarin het teken voorkomt een afkorting van twee vergelijkingen: een met plus en een met min. Een voorbeeld is de abc-formule: voor een vergelijking van de vorm 
{\displaystyle ax^{2}+bx+c=0}
zijn de wortels:
{\displaystyle x_{1,2}={\frac {-b\pm {\sqrt {b^{2}-4ac}}}{2a}}}
De eerste oplossing is die met een plus, de tweede die met een min.
Als het ±-teken zowel links als rechts van het =-teken voorkomt, staat dat voor twee vergelijkingen waarin in één vergelijking aan beide kanten een plus staat en in de andere vergelijking aan beide kanten een min. Ook bestaat er een min-of-plusteken, {\displaystyle \mp }, dat buiten de wiskunde niet voorkomt, en dat alleen samen met het ±-teken gebruikt wordt. De bovenste − van {\displaystyle \mp } wordt gebruikt als de + van ± gebruikt wordt. De onderste + van {\displaystyle \mp } wordt gebruikt als de − van ± gebruikt wordt. Dit wordt duidelijker in het volgende voorbeeld:
{\displaystyle \cos(x\pm y)\equiv \cos(x)\cos(y)\mp \sin(x)\sin(y)}
staat voor
{\displaystyle \cos(x+y)\equiv \cos(x)\cos(y)-\sin(x)\sin(y)}
en
{\displaystyle \cos(x-y)\equiv \cos(x)\cos(y)+\sin(x)\sin(y)}.

## Experimentele wetenschap
In de natuurwetenschappen kan het ±-teken gebruikt worden om de fout, foutenmarge ofwel meetonzekerheid aan te geven. In een voorbeeld:
{\displaystyle x=12,\!3\pm 0,\!3}
betekent dat x tussen 12,0 en 12,6 ligt. Ook hier wordt het teken als plus of min uitgesproken.